# Computer de navigation
Vous pouvez aider à l'améliorer ou bien discuter des problèmes sur sa page de discussion.
- Il ne cite pas suffisamment ses sources. Vous pouvez indiquer les passages à sourcer avec {{référence nécessaire}} ou {{Référence souhaitée}}, et inclure les références utiles en les liant aux notes de bas de page. (Marqué depuis mai 2025)
- Son texte doit être wikifié : il ne correspond pas à la mise en forme Wikipédia (style, typographie, liens internes, liens entre les wikis, etc.). (Marqué depuis mai 2025)

- Archive Wikiwix
- Bing
- Cairn
- DuckDuckGo
- E. Universalis
- Gallica
- Google
- G. Books
- G. News
- G. Scholar
- Persée
- Qwant
- (zh) Baidu
- (ru) Yandex
- (wd) trouver des œuvres sur Wikidata

 (décembre 2021).
Un computer de navigation est une forme de règle à calcul circulaire utilisée dans l'aviation. C'est l'un des très rares cas d'utilisation d'ordinateurs analogiques au 21e siècle. Parfois, il est appelé par le nom de la marque ou du modèle comme E6B, CR, CRP-5 ou en allemand, comme Dreieckrechner .
Ils sont principalement utilisés dans la formation au pilotage, mais de nombreux pilotes professionnels possèdent et utilisent encore des computer de navigation. Ils sont utilisés lors de la planification du vol (au sol avant le décollage) pour aider à calculer la consommation de carburant, la correction du vent, le temps en route et d'autres éléments. Dans les airs, le computer de navigation peut être utilisé pour calculer la vitesse sol, la consommation de carburant estimée et l'heure d'arrivée estimée mise à jour. Le dos du computer de navigation est conçu pour les calculs de correction du vent, c'est-à-dire pour déterminer dans quelle mesure le vent affecte la vitesse et le cap.
(L'option électronique est disponible et peut être utilisée lors des examens de la FAA, mais les pilotes doivent toujours savoir comment utiliser la version analogique. )
 L'une des parties les plus utiles de l'E6B est la technique de recherche de distance au fil du temps. Prenez le nombre 60 sur le cercle intérieur qui a généralement une flèche, et parfois dit "taux". 60 est utilisé en référence au nombre de minutes dans une heure, en plaçant le 60 sur la vitesse en nœuds, sur l'anneau extérieur, vous pouvez trouver la distance que vous parcourriez en un nombre donné de minutes. En regardant la bague intérieure pendant les minutes parcourues, la distance parcourue sera au-dessus de celle-ci sur la bague extérieure. Cela peut aussi être fait à rebours pour trouver le temps qu'il faudra pour parcourir un nombre donné de milles marins. Sur le corps principal du computer de navigation, vous trouverez la grille des composantes du vent, que vous utiliserez pour déterminer le vent de travers que vous devrez réellement corriger.
La composante de vent de travers est la quantité de vent de travers en nœuds qui est appliquée à la cellule. Elle est égale au vent lorsque le vent est perpendiculaire à l'axe de l'aéronef, mais est souvent inférieure à la vitesse réelle du vent en raison de l'angle. En dessous, vous trouverez une grille appelée correction du vent de travers, cette grille vous montre la différence que vous devez corriger à cause du vent. De chaque côté du front, vous aurez des règles, une pour les milles terrestres et une pour les milles marins sur votre carte en coupe.
Une autre partie très utile est l'échelle de conversion sur le cercle extérieur avant, qui aide à convertir entre Fahrenheit et Celsius. L'arrière de l'E6B est utilisé pour trouver la vitesse au sol et déterminer la correction du vent dont vous avez besoin.

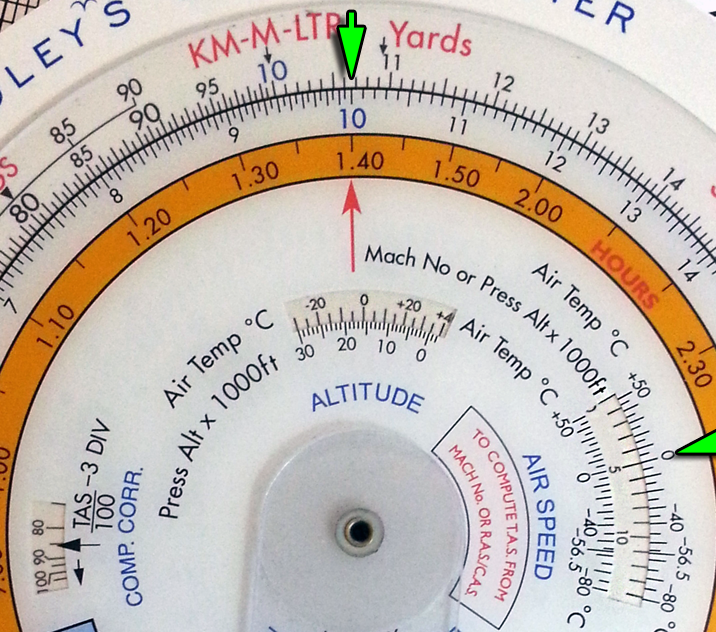
Conversion CAS-TAS
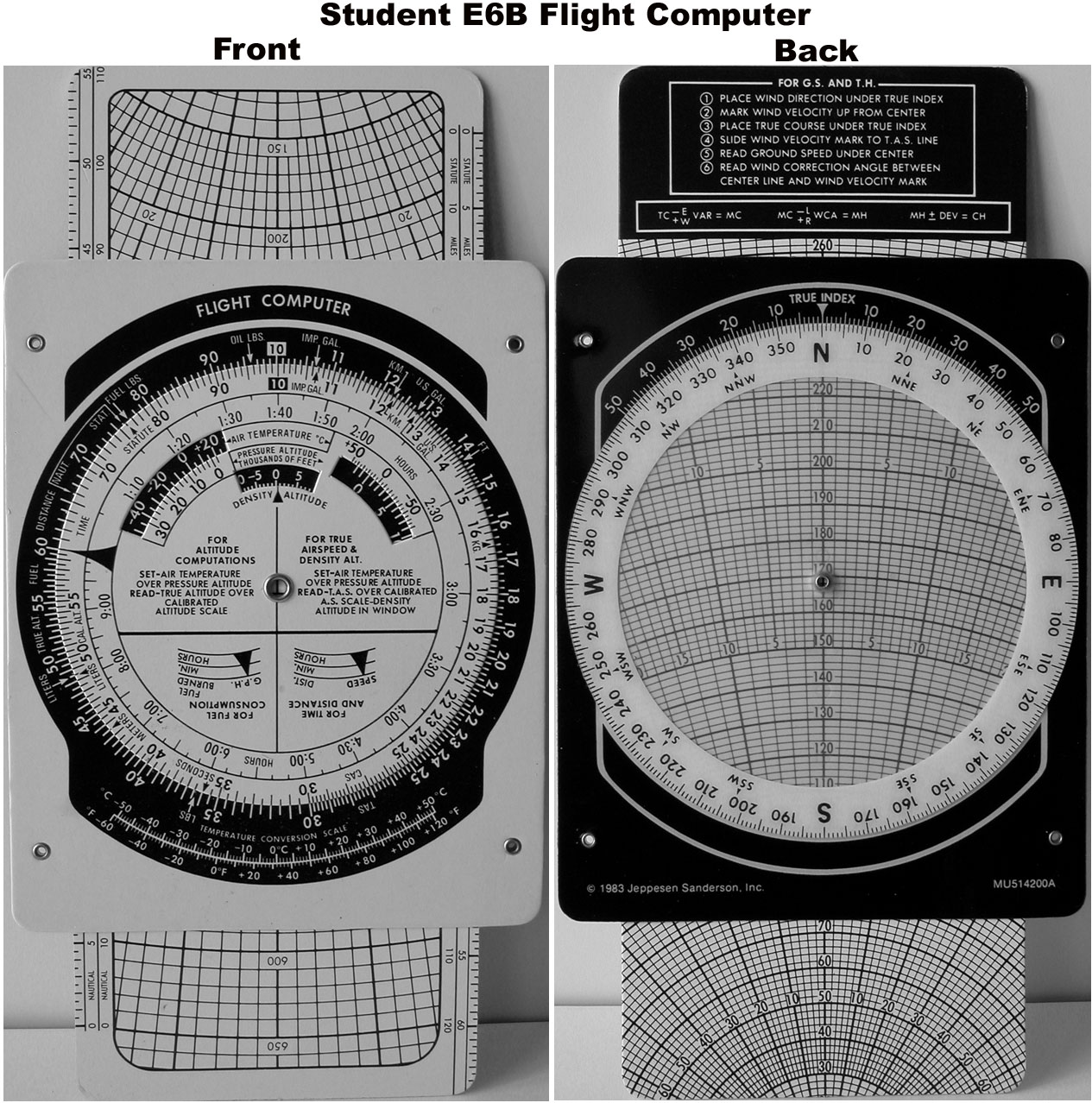
Un computer de navigation E6B couramment utilisé par les élèves-pilotes.
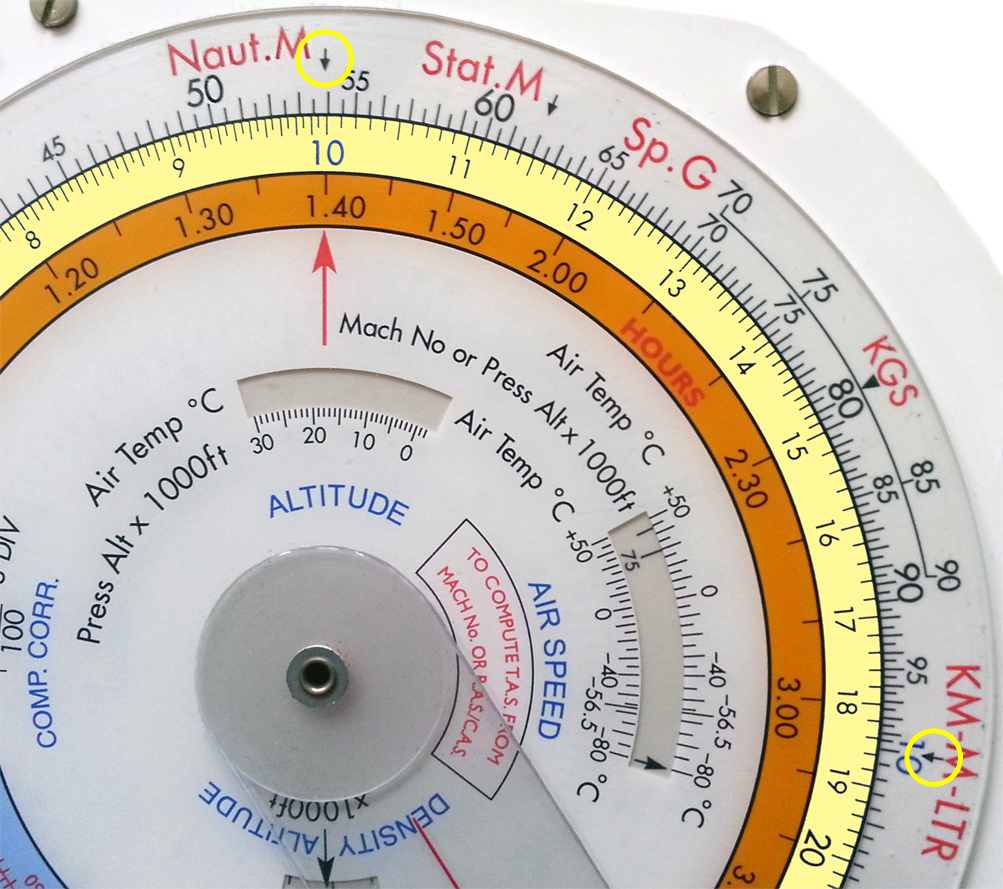
conversion nm-km sur un computer de navigation CRP-5

## Voir également
- Triangle du vent
- Navigation à l'estime
- Système de gestion de vol par ordinateur